# غواصة تايب 214
غواصة تايب 214 هي غواصة ألمانية من إنتاج HDW الألمانية يبلغ طولها 65 متر ووزنها 1690 طنًا ومزودة بمحركين ديزل وخلية توليد طاقة AIP مما يعطيها مدي جبار يبلغ 19000 كم، وهذه الغواصة مزودة بثمان أنابيب طورييد عيار 533 مم منهم 4 قادرين علي إطلاق صواريخ الهاربون، وبالرغم أنها أكبر وأحدث وأكثر قدرة علي البقاء في الماء من سابقتها تايب 212 إلا أنها تفتقد لتكنولوجيا الصمت المغناطيسي، وقد تعاقدت عليها عدة دول، منها: تركيا والبرتغال واليونان وكوريا الجنوبية